# 百福中埔福德宮
25°04′51″N 121°41′35″E / 25.080958°N 121.693030°E
百福中埔福德宮，是位於臺灣基隆市七堵區百福社區、基隆河畔的土地祠兼觀音寺，原位在百福橋旁，因基隆河整治而拆遷。

## 歷史沿革

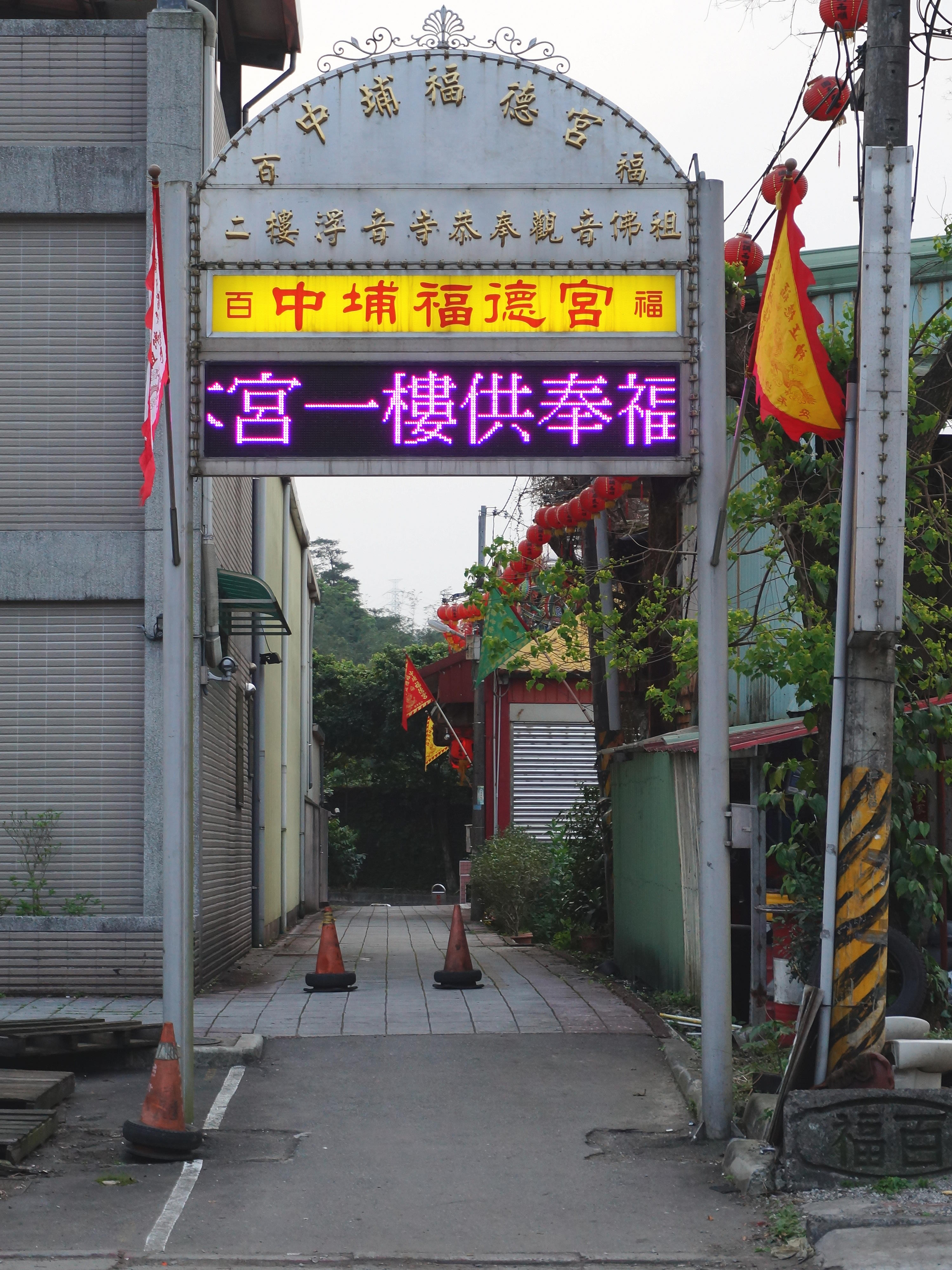
金屬廟門

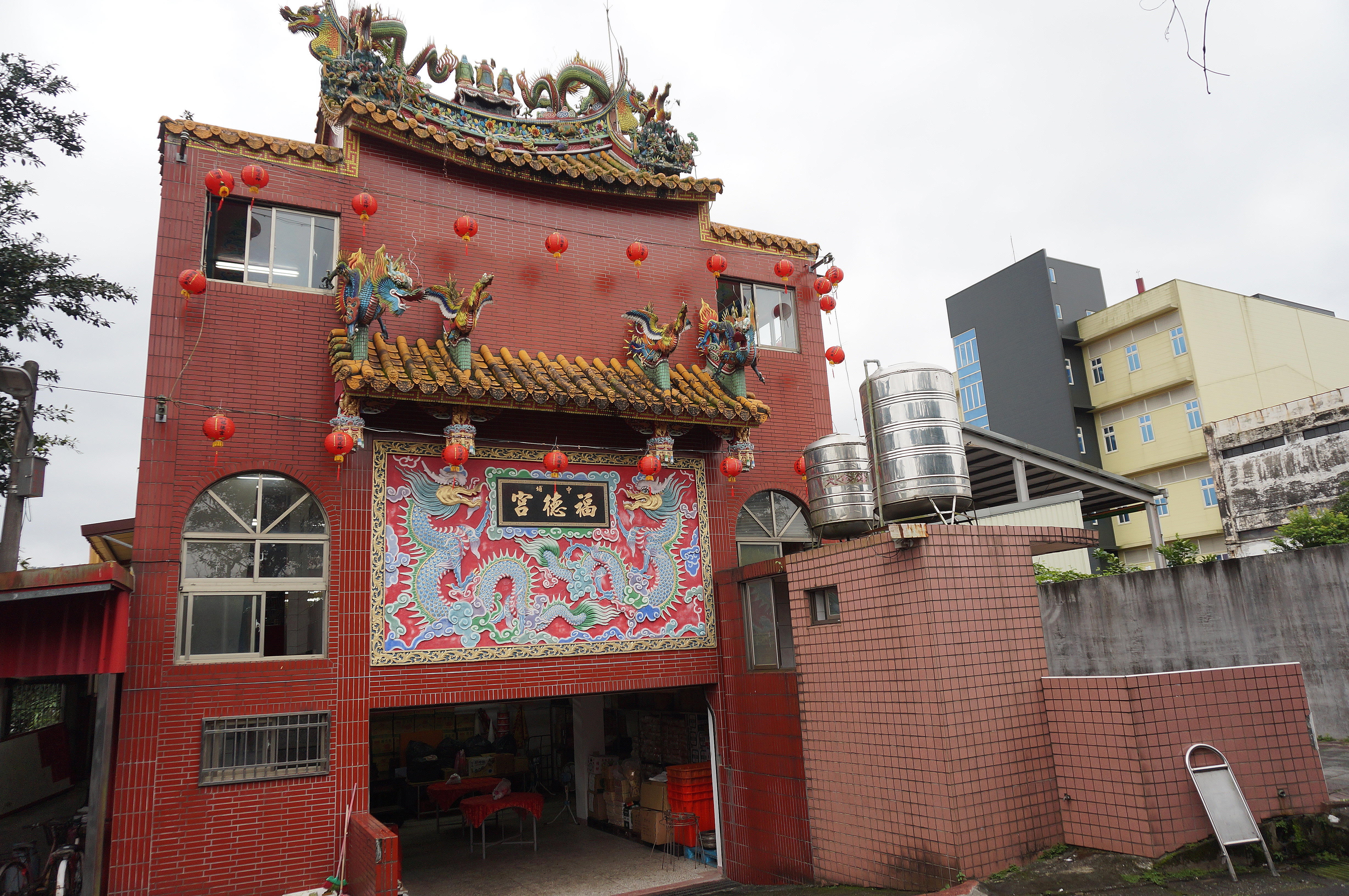
後方外觀

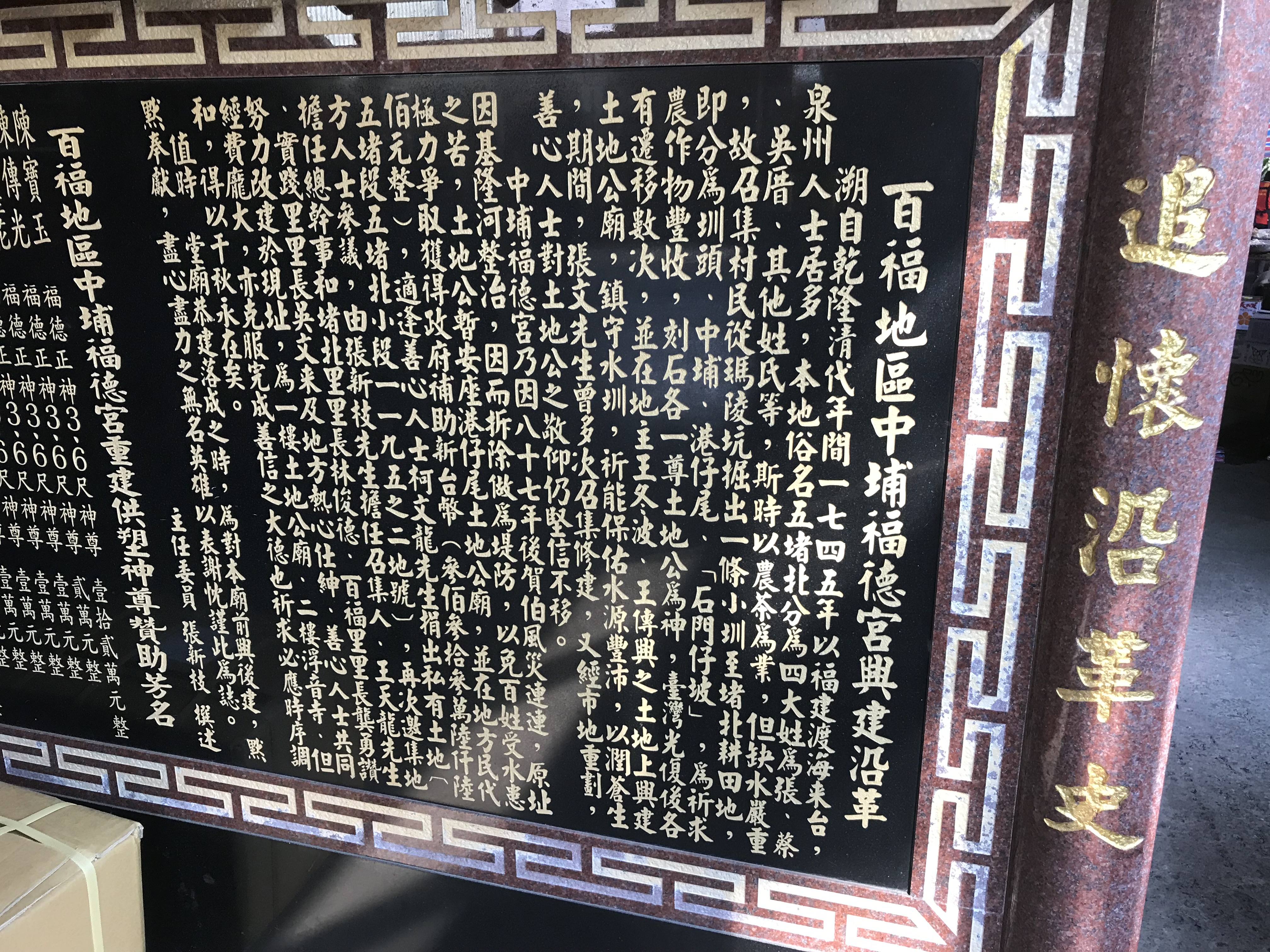
沿革碑

基隆市七堵區百福社區堵北里的基隆河畔，原有中埔福德宮、水尾福德宮。其中，中埔福德宮是祭祀當地圳頭、中埔、水尾等三地的三尊石頭土地公神像。
1987年，百福社區發生淹水，數百戶受害，後基隆市政府欲將該段基隆河作截彎取直。1995年6月6日，敬達國際工程公司提出整治計畫可行性研究期中報告，建議對百福橋與五福橋間進行截彎取直，要拆除位在新河道南側、東側的這兩座土地公廟。施工單位當初對這兩廟只願補償新台幣28萬元，引起居民不滿。次年5月10日，基隆市議員張阿月向基隆市市長林水木反應說不贊成截彎取直，因會破壞公八公園、百福里民大會堂、民俗藝術館，還有二處土地公廟。
1999年10月6日，堵北里里長林俊德向巡查百福橋的基隆市市長李進勇表示，土地公廟以橋邊的鯨世界加油站長榮站也未拆為由拒絕遷移，因此影響整治工程進度（鯨世界加油站長榮站於2000年3月27日被經濟部水利處會同基隆市警察局拆除）。後來，在兼任中埔福德宮籌備委員會主任委員的林俊德爭取下，中埔福德宮的補償費從新台幣28萬元提高到後來的新台幣333萬6千6百元。但中埔福德宮尚未成立管理委員會，無法在補償清冊上登載業者是福德宮，基隆市政府工務局便以林俊德名義登列為拆遷補償金發放對象。12月16日晚，林俊德在里民大會堂召開中埔福德宮遷移相關事宜會議。
2000年1月7日，中埔福德宮拆除。同月13日，林俊德領取補償金市庫支票，次日至基隆市農會存入堵北里辦公處帳戶；但該月17日又全部提領。次月22日，中埔福德宮召開第一次信徒大會，討論覓地事宜，由早年在基隆河經營洗煤的柯文龍捐出實踐路百福抽水站旁的約一百坪土地作廟地。在信徒大會上，林俊德將補償費交給管委會三人共設的帳戶保管。因此筆補償費依然不足以另蓋新廟，主任委員張新枝等地方士紳發起募捐，捐款募得新台幣600餘萬元。

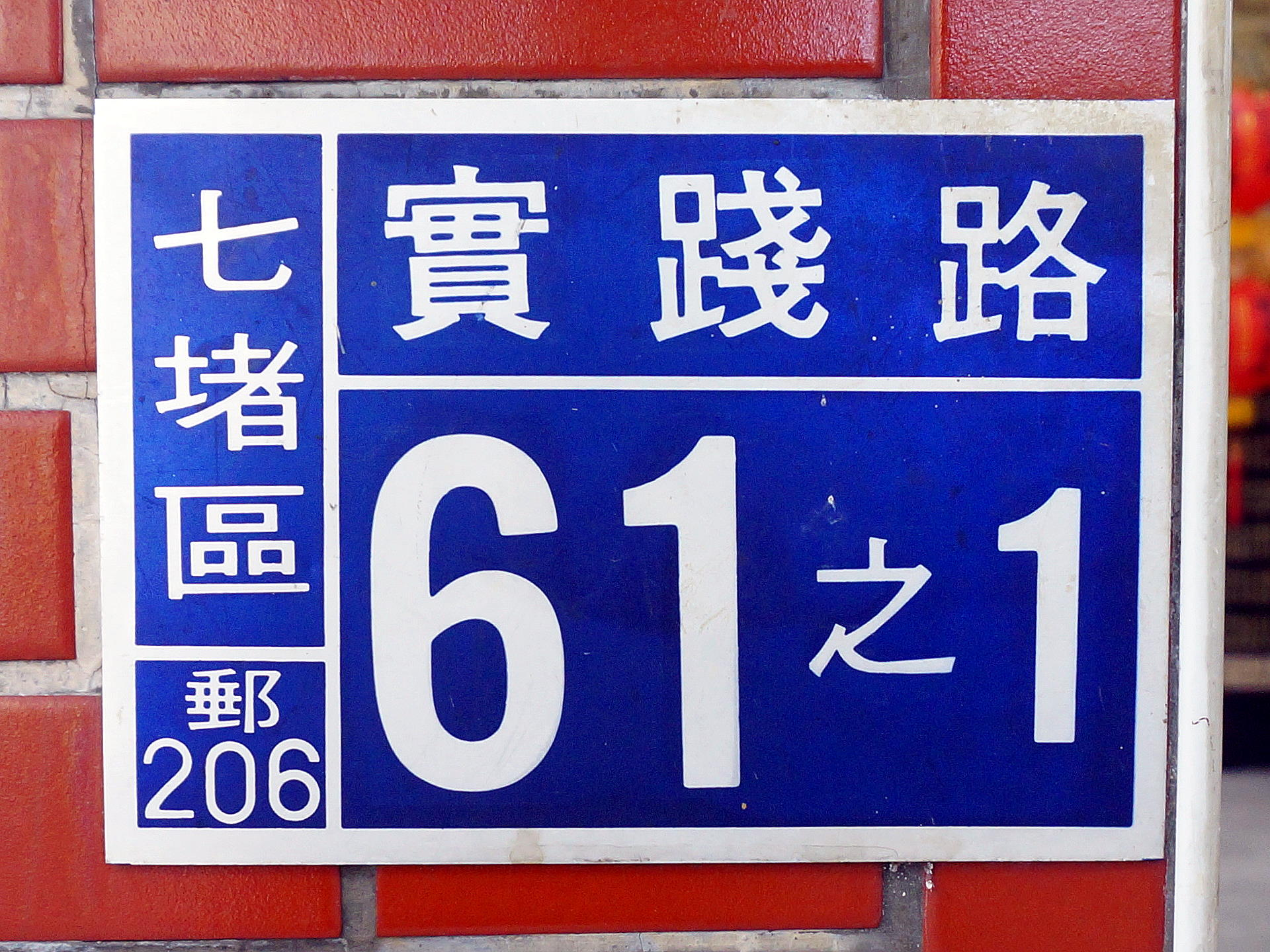
門牌號碼為實踐路61之1號

2000年7月6日，林俊德收到基隆地檢署傳票，控告涉嫌侵佔廟宇補償費。8月22日，基隆地方法院首次開庭審理，林俊德喊冤說，這錢屬於廟方補償金，非堵北里建設基金，所以不該存入里建設基金帳戶，認為七堵區公所在程序上有瑕疵。基隆地方法院法官林玉珮審理時認為，廟原所有人不明，因此查估單位以坐落地堵北里暫為保管該筆補償費，等管委會成立後再歸還；不能因行政程序疏忽或不明，在誤載業主是堵北里辦公處的情形下，就改變補償費的性質，納入一般監督公家帳戶的處理方式；遂宣判林俊德無罪。

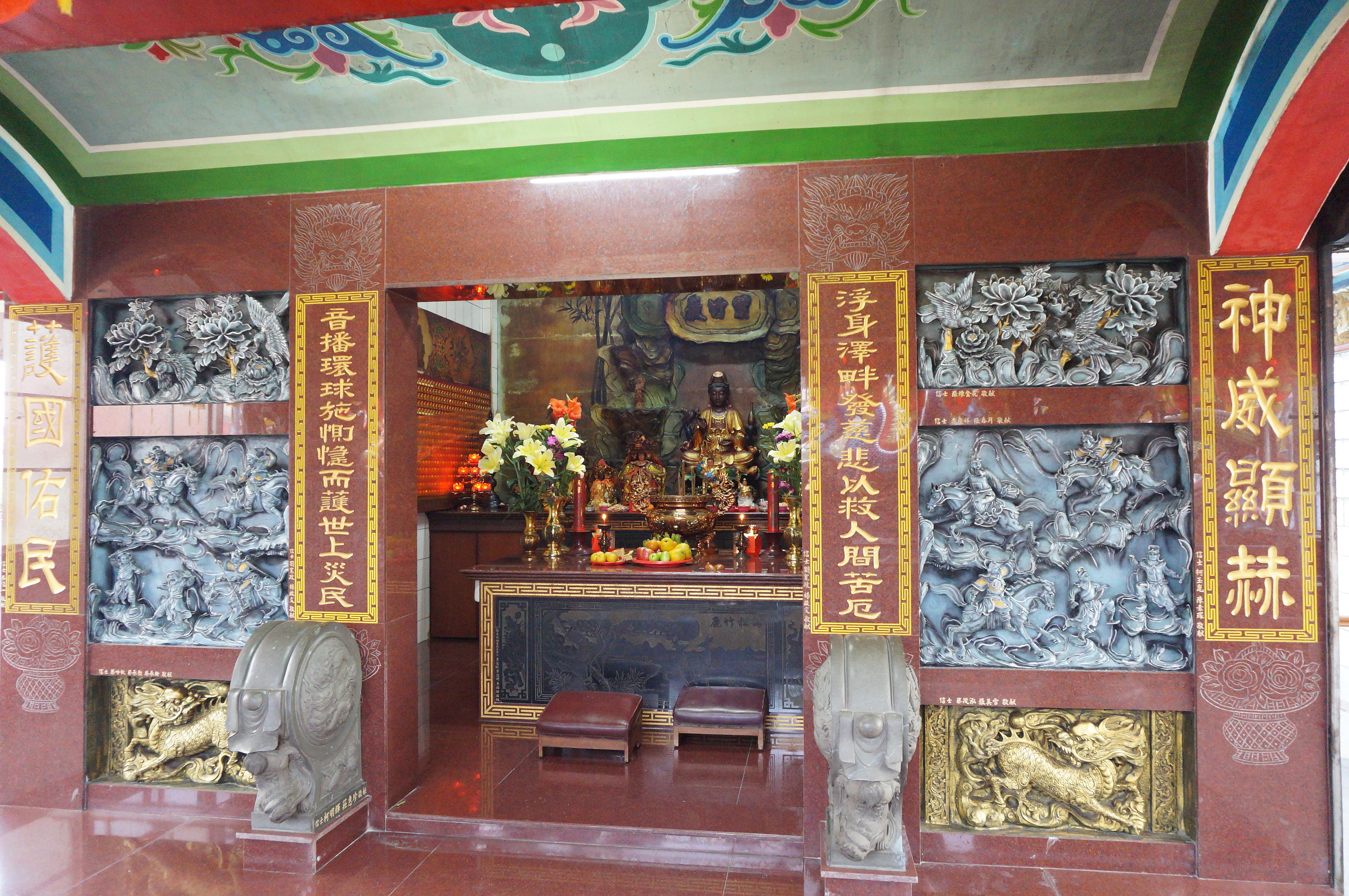
浮音寺廟門

新廟歷經一年多施工，在2004年2月21日舉行安座儀式，被報導是七堵地區最大的土地公廟。廟方還委託福州師傅以樟木雕刻三尺六寸高的土地公像，耗資新台幣20萬元；張新枝說，該神像外表採純金塑造，是七堵地區最大的土地公像。
新廟一樓為祭拜土地公的中埔福德宮，二樓為祭祀觀世音的浮音寺。當時張新枝表示，觀音像是卅多年前一名信徒在基隆河畔所撿拾，因為原廟宇過於陳舊，也一併遷此供奉。土地祠兼觀音寺的廟宇還有新莊潮江寺、下塔悠福德爺宮。
至於水尾福德宮則遷移到百福公園（八號公園），於2005年9月4日安座，管委會主委也是張新枝。他表示，基隆河整治後，百福社區近年未再發生淹水事件，希望水尾土地公繼續保佑地方，讓大家永遠擺脫淹水夢魘。